# Кичинці
Ки́чинці — село в Україні, у Черкаському районі Черкаської області, підпорядковане Набутівській сільській громаді. Населення становить 463 осіб.

## Особистості
В селі народився Добровольський Леонід Павлович — історик, києвознавець, педагог.